# Luigi Piotti
Luigi Piotti (Milaan, 27 oktober 1913 – Godiasco, 19 april 1971) was een Formule 1-coureur uit Italië. Tussen 1955 en 1958 nam hij deel aan 8 Grands Prix voor de teams Maserati en O.S.C.A, maar scoorde hierin geen punten.